# 1984年夏季残疾人奥林匹克运动会巴西代表团
1984年夏季残疾人奥林匹克运动会巴西代表团是巴西派出的1984年夏季残疾人奥林匹克运动会代表团。获得7枚金牌、17枚银牌和4枚铜牌。